# Hedonisme
Hedonisme is een term die zowel een bepaalde filosofische leer aanduidt als een bepaalde levenshouding of -visie in verband met genot. De term is afgeleid van de Griekse godin Hèdonè.

## Filosofie

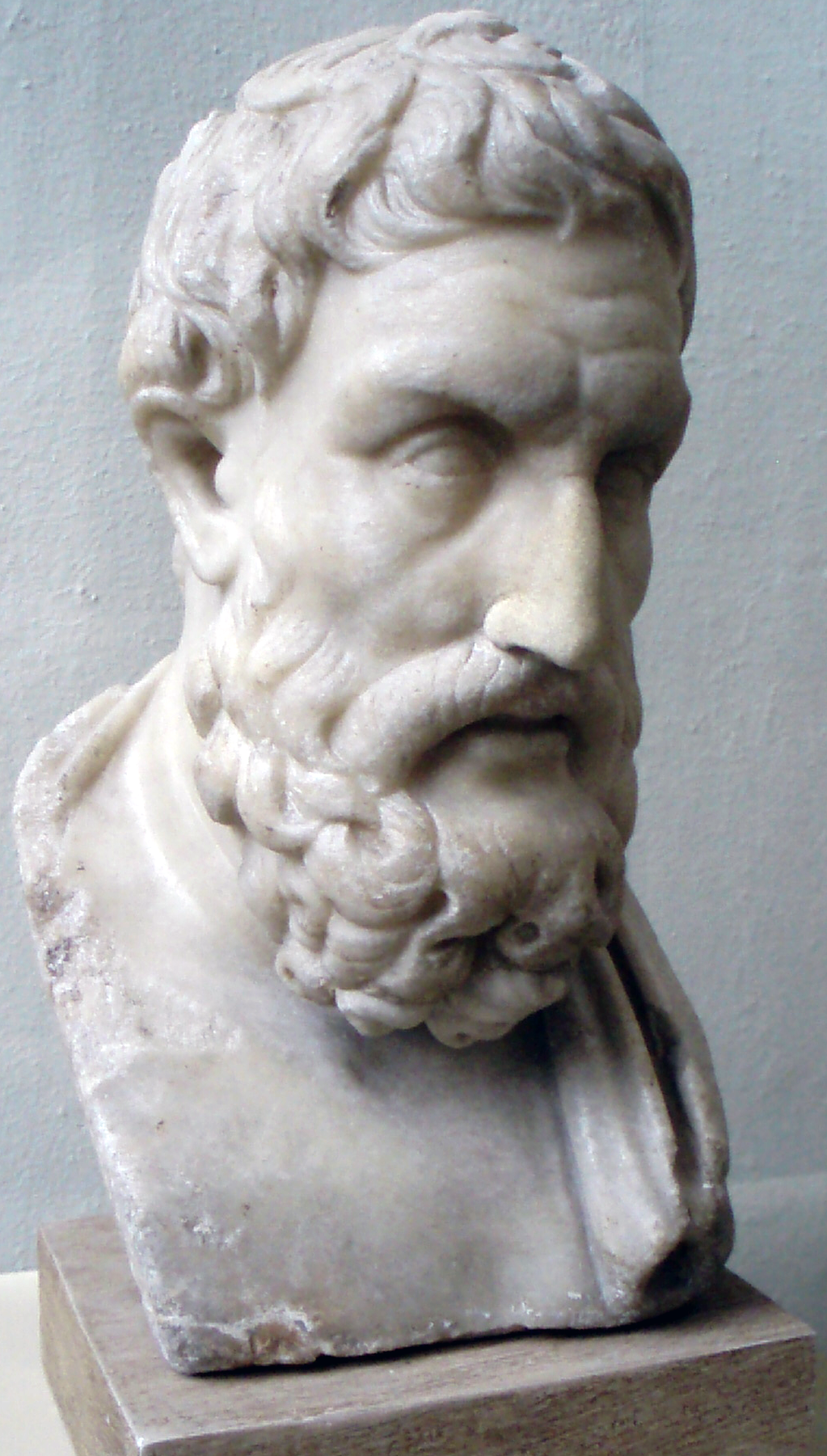
Epicurus

In de filosofie is het hedonisme de leer binnen de ethiek die stelt dat genot (in algemene zin) het hoogste goed is. Het woord hedonisme is afgeleid uit het Oudgrieks. Hèdonè betekent "genot". Een belangrijke vraag binnen deze filosofie is wat het meeste genot geeft. Hierbij moeten ook de eventuele nadelen van het betreffende genot in beschouwing genomen worden. 
Een andere kwestie is of genot slechts puur kwantitatief beoordeeld kan worden naar intensiteit, zodat vele handelingen die volgens andere ethische systemen als afkeurenswaardig moeten worden beschouwd zoals moord, verkrachting en diefstal, toch deugdzaam zijn als het genot van de dader maar groter is dan de pijn van het slachtoffer — of ook kwalitatief beoordeeld moet worden, zodat sommige vormen van genot deugdzaam zijn (dan worden liefde, vreugde en extase meestal zo beschouwd) en andere vormen ondeugdzaam (geniepigheid, leedvermaak, wraakzucht, trots, verwatenheid). Deze laatste positie, die van het epicurisme (de grondlegger daarvan is de Griekse filosoof Epicurus), is verwant aan een relatief hedonisme, dat stelt dat aan al het Goede een genotsaspect zit. Die gedachte is ook te vinden bij Plato in zijn Philebus. 
De filosoof Nietzsche vond dat dit genotsaspect dat aan al het Goede verbonden zou zijn, iedere moraal en zingeving verdacht maakte en reduceerde tot "slechts" genotsbeleving.

## Levenshouding
De psychologie kent de hedonistische persoonlijkheid, een karaktertype dat gekenmerkt wordt door een bovengemiddeld streven naar directe lustbevrediging.
Een hedonist streeft naar zo veel mogelijk genot (wat in scherpe tegenstelling staat tot het epicurisme van de oudheid, waar men naar de som van geluk keek en men dus soms direct geluk moet opofferen om later er meer geluk uit te halen). Dit zoeken naar genot is subjectief: het gaat immers om de ervaring van het subject en die is relatief, daar iedereen in feite andere voorkeuren heeft; genot kan bijvoorbeeld zintuiglijk of geestelijk zijn.
In de sociologie kent de leefstijlanalyse van bepaalde culturele groepen in de samenleving de groep van de hedonisten die gekenschetst wordt als hoogopgeleid, apolitiek en oppervlakkig.

## Maatschappelijke status
Al in de klassieke oudheid werd het verschijnsel als iets minderwaardigs beschouwd. De filosofische stroming van het epicurisme zag men - terecht of ten onrechte - als een voorwendsel voor een bandeloze, decadente levensstijl. Een hedonist is tegenwoordig in het algemeen taalgebruik iemand die zonder zich om anderen te bekommeren vooral zintuiglijk geniet. Om onderscheid te maken met de technisch-filosofische term, bestaat voor deze categorie mensen het bijschrift platvloerse hedonist.